# Herb Annopola
Herb Annopola – jeden z symboli miasta Annopol i gminy Annopol w postaci herbu.

## Wygląd i symbolika
Herb przedstawia w polu czerwonym en face siedzącą postać Świętej Anny ubraną w zieloną suknię, biały płaszcz, żółte pantofle, posiadającą złoty nimb wokół głowy, prawą dłoń ma ułożoną na piersi, lewą otwartą skierowaną w heraldycznie lewą stronę. Po obu stronach Świętej widnieją srebrne, majuskulne litery S i A.
Symbolika herbu związana jest ze Świętą Anną jako patronką miasta i parafii.